# 布雷肯里奇森特 (肯塔基州)
布雷肯里奇森特（英語：Breckinridge Center）是位於美國肯塔基州尤寧縣的一個人口普查指定地區。

## 人口
根據2020年美國人口普查的數據，布雷肯里奇森特的面積為6.80平方千米，當中陸地面積為6.80平方千米，而水域面積為0.00平方千米。當地共有人口1282人，而人口密度為每平方千米188.53人。